# 埃克斯莱本
埃克斯莱本是德国萨克森-安哈尔特州的一个市镇。总面积83.38平方公里，总人口3042人，其中男性1539人，女性1503人（2011年12月31日），人口密度36人/平方公里。